# Rolls-Royce RB.39 Clyde
Le RB.39 Clyde fut le premier turbopropulseur conçu par Rolls-Royce à avoir été spécifiquement conçu dans ce but. Il fut également le premier turbopropulseur à avoir réussi ses tests civils et militaires,.

## Conception et développement
Le Clyde employait un concept à deux entrées, avec un compresseur axial pour la zone des basses pressions et un compresseur centrifuge à une seule face pour la zone des hautes pressions, chacun de ces deux éléments étant entraîné par deux arbres coaxiaux. Les premières versions produisaient 4 030 SHP et furent sélectionnées pour être le moteur principal de l'avion d'assaut Westland Wyvern TF Mk.2.
Le Clyde était un moteur d'une longueur importante, avec le compresseur axial « basse pression » installé en avant de ce qui n'était finalement qu'un Derwent en réduction. Les accessoires furent groupés autour de ce compresseur axial, qui allait en se rétrécissant vers l'arrière. Le refroidissement des turbines et de leurs roulements provient d'un petit diffuseur installé sur l'arbre principal et de taraudages pratiqués sur les compresseurs axial et centrifuge. Les tests des moteurs de développement dépassèrent les attentes, avec une puissance de sortie atteignant rapidement les 4 030 SHP. L'un des problèmes gênants pendant les tests était que des résonances néfastes provenaient des engrenages à coupe droite situés à l'intérieur de la boîte de réducteurs.
Malgré les performances prometteuses délivrées par les moteurs de tests, Ernest Hives pensait que les turboréacteurs purs étaient l'avenir de l'aviation, et le programme du Clyde fut arrêté, forçant la société Westland Aircraft (désormais appelée Westland Helicopters) à employer le peu satisfaisant Armstrong Siddeley Python sur ses Wyverns de série. Seulement neuf exemplaires du Clyde furent fabriqués.